# Sveriges Bygguniversitet
Sveriges Bygguniversitet är ett samarbete mellan Chalmers, Kungliga Tekniska högskolan, Luleå tekniska universitet och Lunds tekniska högskola. Samarbetet etablerades 2011 med syftet att effektivisera den bygginriktade forskningen och utbildningen i Sverige.